# Seznam dílů seriálu Kung Fu (2021)
Toto je seznam dílů seriálu Kung Fu. Americký dramatický televizní seriál Kung Fu je vysílán od 7. dubna 2021 na stanici The CW. Dosud bylo zveřejněno 23 dílů seriálu.

## Přehled řad
| Řada | Díly          | Zveřejnění v USA | Zveřejnění v USA  |
| Řada | Díly          | První díl        | Poslední díl      |
| ---- | ------------- | ---------------- | ----------------- |
| 1    | 13            | 7. dubna 2021    | 21. července 2021 |
| 2    | 13            | 9. března 2022   | 15. června 2022   |
| 3    | bude oznámeno | bude oznámeno    | bude oznámeno     |

## Seznam dílů

### První řada (2021)
| Č. v seriálu | Č. v řadě | Původní název  | Režie                | Scénář                           | Premiéra v USA    |
| ------------ | --------- | -------------- | -------------------- | -------------------------------- | ----------------- |
| 1            | 1         | Pilot          | Hanelle M. Culpepper | Christina M. Kim                 | 7. dubna 2021     |
| 2            | 2         | Silence        | Hanelle M. Culpepper | Christina M. Kim a Robert Berens | 14. dubna 2021    |
| 3            | 3         | Patience       | Joe Menendez         | Richard Lowe                     | 21. dubna 2021    |
| 4            | 4         | Hand           | America Young        | Kathryn Borel Jr.                | 28. dubna 2021    |
| 5            | 5         | Sanctuary      | R. T. Thorne         | A. C. Allen                      | 5. května 2021    |
| 6            | 6         | Rage           | Joe Menendez         | Lillian Yu                       | 12. května 2021   |
| 7            | 7         | Guidance       | Michael Goi          | Ryan Johnson a Peter Lalayanis   | 26. května 2021   |
| 8            | 8         | Destiny        | Dan Liu              | Melissa Rundle                   | 2. června 2021    |
| 9            | 9         | Isolation      | Geoff Shotz          | Dan Hamamura                     | 23. června 2021   |
| 10           | 10        | Choice         | Richard Speight, Jr. | Linda Ge a John Bring            | 30. června 2021   |
| 11           | 11        | Attachment     | Viet Nguyen          | Michael Deigh a Richard Lowe     | 7. července 2021  |
| 12           | 12        | Sacrifice      | Sudz Sutherland      | Ryan Johnson a Peter Lalayanis   | 14. července 2021 |
| 13           | 13        | Transformation | Joe Menendez         | Christina M. Kim a Robert Berens | 21. července 2021 |

### Druhá řada (2022)
| Č. v seriálu | Č. v řadě | Původní název              | Režie                | Scénář                                                 | Premiéra v USA  |
| ------------ | --------- | -------------------------- | -------------------- | ------------------------------------------------------ | --------------- |
| 14           | 1         | Year of the Tiger (Part 1) | Joe Menendez         | Christina M. Kim a Robert Berens                       | 9. března 2022  |
| 15           | 2         | Year of the Tiger (Part 2) | Joe Menendez         | Ryan Johnson a Peter Lalayanis                         | 16. března 2022 |
| 16           | 3         | The Bell                   | Winnifred Jong       | Brian Anthony                                          | 23. března 2022 |
| 17           | 4         | Clementine                 | Richard Speight, Jr. | Richard Lowe                                           | 30. března 2022 |
| 18           | 5         | Reunion                    | David Grossman       | A. C. Allen                                            | 6. dubna 2022   |
| 19           | 6         | Jyu Sa                     | Kristin Windell      | Matt Young                                             | 13. dubna 2022  |
| 20           | 7         | The Alchemist              | Richard Speight, Jr. | Jon Bring                                              | 27. dubna 2022  |
| 21           | 8         | Disclosure                 | Joe Menendez         | námět: Linda Ge scénář: Ryan Johnson a Peter Lalayanis | 4. května 2022  |
| 22           | 9         | The Enclave                | R. T. Thorne         | Dan Hamamura                                           | 11. května 2022 |
| 23           | 10        | Destruction                | Jeff Chan            | Melissa Rundle                                         | 18. května 2022 |
| 24           | 11        | Bloodline                  | Kristin Windell      | Michael Deigh                                          | 25. května 2022 |

Dosud bylo odvysíláno 23 dílů seriálu.

### Třetí řada
Dne 22. března 2022 stanice The CW oznámila, že seriál Kung Fu získá třetí řadu.